# Pixels (filme)
Pixels (bra/prt: Pixels) é um filme sino-americano de 2015, dos gêneros ação, comédia e ficção científica, dirigido por Chris Columbus, com roteiro de Patrick Jean, Tim Herlihy, Timothy Dowling e Adam Sandler baseado no curta-metragem homônimo de 2010 realizado pelo francês Patrick Jean.
Estrelado por Adam Sandler (que também coproduziu o filme), Kevin James, Josh Gad, Peter Dinklage, Michelle Monaghan, Brian Cox, Ashley Benson, Sean Bean e Jane Krakowski, o filme combina animação computadorizada de personagens de jogos eletrônicos e efeitos visuais.[carece de fontes?]
Produzido pelas 1492 Pictures de Columbus e Happy Madison Productions de Sandler, Pixels foi lançado nos cinemas pela Columbia Pictures,em associação com a LStar Capital e China Film Group,nos Estados Unidos em 24 de julho de 2015 nos formatos 2D, 3D e IMAX 3D, dia 23 de julho de 2015 no Brasil e dia 30 de julho de 2015 em Portugal. O filme faturou US$244 milhões em todo o mundo, com um orçamento de produção de US$88–129 milhões e recebeu críticas geralmente negativas dos críticos de cinema.

## Sinopse
Extraterrestres confundem imagens de jogos eletrônicos clássicos de arcade com uma declaração de guerra e resolvem invadir o planeta Terra usando a tecnologia inspirada por jogos como Pac-Man, Space Invaders, Arkanoid, Galaga, Centipede e Donkey Kong. Para combater o ataque alienígena, os Estados Unidos contratam ex-campeões de arcade para liderar a defesa do planeta.

## Elenco
- Adam Sandler como Sam Brenner, ex-campeão dos videogames Galaga, Centopeia e Donkey Kong dos anos 80,[11] melhor amigo de infância de William e líder da equipe.[12]
  - Anthony Ippolito como Sam Brenner (13 anos).
- Kevin James como Presidente William Cooper, Presidente dos Estados Unidos, melhor amigo de infância de Sam e membro da equipe.[12]
  - Jared Riley como Will Cooper (13 anos).
- Michelle Monaghan como tenente-coronel Violet Von Patten, desenvolvedora exclusiva de armas e especialista para as forças armadas, membro da equipe.[13]
- Peter Dinklage como Eddie "Fireblaster" Plant, o ex-inimigo impetuoso de Sam, campeão ilegítimo de Pac-Man e Donkey Kong[11] e membro da equipe.[14] A aparência física e a personalidade do personagem são inspiradas no campeão desqualificado da vida real de Pac-Man e Donkey Kong[15] Billy Mitchell.[16][17]
  - Andrew Bambridge como Fireblaster (13 anos).
- Josh Gad como Ludlow Lamonsoff, um gênio obcecado por teorias da conspiração e triste, com habilidades sociais baixíssimas e que também é membro da equipe. Ao contrário do resto do grupo, ele era criança nos anos 80.[12]
  - Jacob Shinder como Ludlow (8 anos).
- Brian Cox como Almirante James Porter, um peso pesado militar.[18]
- Sean Bean como o General do Exército.
- Jane Krakowski como primeira-dama Jane Cooper, a primeira-dama dos Estados Unidos e esposa de William.[19]
- Affion Crockett como sargento Dylan Cohan.
- Ashley Benson como Lady Lisa, uma linda guerreira do fictício videogame de 1982 Dojo Quest.[20]
- Matt Lintz como Matty van Pettern, filho de Violet.
- Lainie Kazan como Mickey Lamonsoff.[21]
- Thomas Ridgewell como Fred.
- Denis Akiyama como Toru Iwatani[22]

Dan Aykroyd faz uma aparição especial no início do filme como o apresentador do campeonato mundial de videogame do qual Sam e Eddie participaram em 1982.
Serena Williams e Martha Stewart fazem rápidas aparições como elas mesmas.
Dan Patrick, Robert Smigel e Steve Koren aparecem como repórteres da Casa Branca.
Além disso, várias celebridades que eram populares nos anos 80, incluindo Madonna, Ricardo Montalbán, Hervé Villechaize, Tammy Faye Bakker, Ronald Reagan e a banda Hall & Oates são vistas através de imagens de arquivo.

## Produção

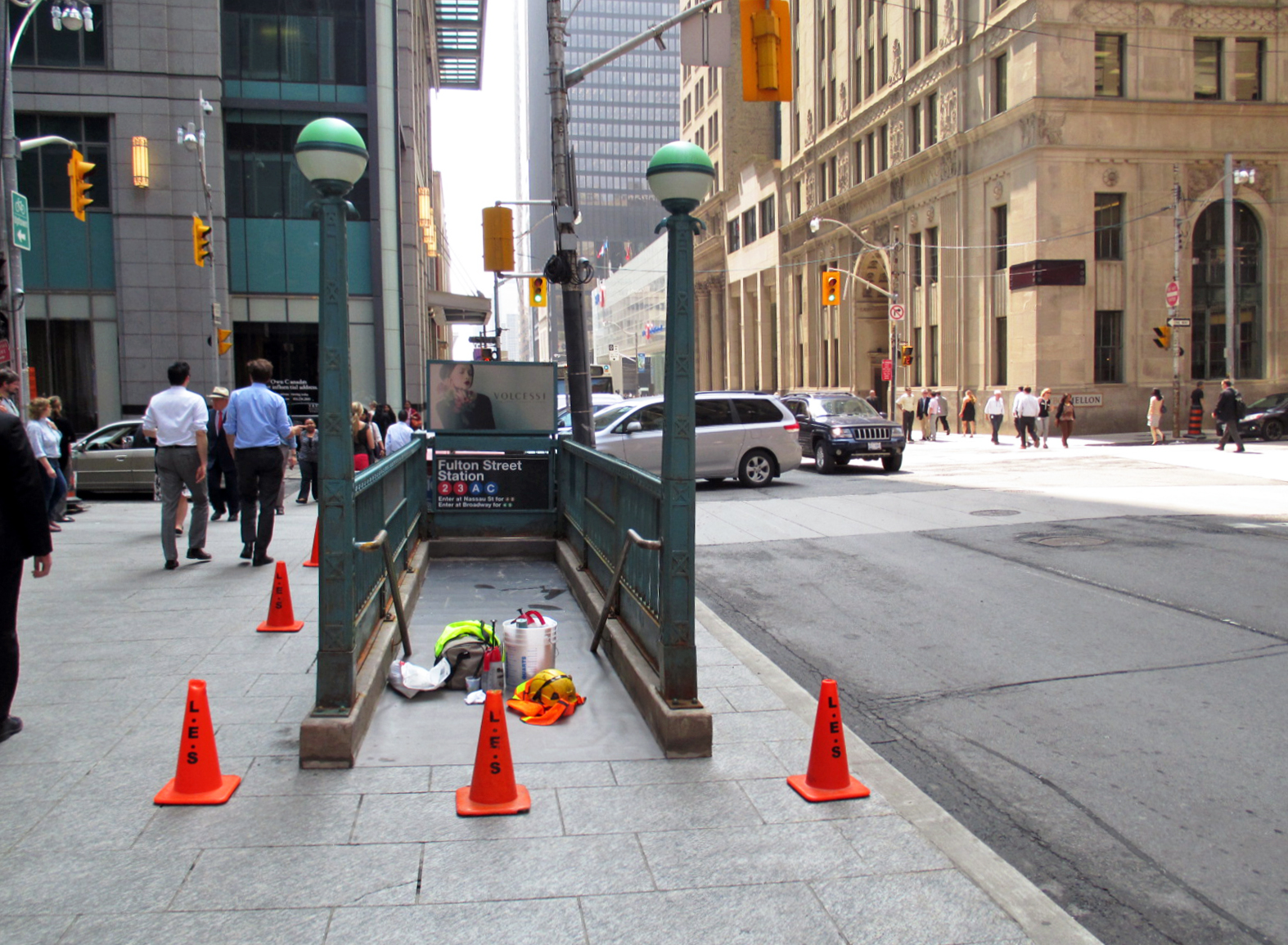
Adereço representando uma entrada do metrô de Nova York. Estava localizada na Rua Bay, no centro de Toronto.

### Desenvolvimento
O filme é baseado no curta-metragem de Patrick Jean, Pixels. Adam Sandler contratou Tim Herlihy para escrever o filme, um rascunho que Herlihy havia dito que todos no estúdio "odiavam". Eventualmente, ele e Sandler surgiram com o conceito de Kevin James ser o presidente dos Estados Unidos e reescreveram o filme incorporando esse elemento. Em julho de 2012, Tim Dowling foi contratado para reescrever o filme. Seth Gordon foi contratado como produtor executivo e possivelmente dirigir o filme. Chris Columbus se envolveu no projeto em maio de 2013. Columbus disse que conheceu Sandler para discutir um possível remake de Hello Ghost e, ao sair da reunião, o diretor recebeu um script para Pixels. O roteiro afetou Columbus, que considerou "uma das ideias mais originais que eu tinha visto desde os dias de Amblin" e uma boa oportunidade para relembrar as comédias dos anos 80 em que ele trabalhou. Personagens de jogos de arcade clássicos como Space Invaders, Pac-Man, Frogger, Galaga e Donkey Kong, entre vários outros, foram licenciados para uso no filme.
Inicialmente, havia planos de incluir uma cena em que a Grande Muralha da China estivesse danificada, mas o conceito foi removido do roteiro na esperança de melhorar as chances do filme no mercado chinês.

### Escolha de elenco
Em 26 de fevereiro de 2014, foi anunciado que Sandler desempenharia o papel principal no filme, enquanto James e Josh Gad estavam em negociações iniciais para se juntar ao elenco. Em 28 de março, Peter Dinklage também estava em negociações finais para ingressar no filme, interpretando o quarto protagonista masculino. Jennifer Aniston foi originalmente considerada para protagonista feminina, mas recusou devido a conflitos de agendamento. Em 4 de abril, Michelle Monaghan se juntou ao filme para estrelar como protagonista feminina. James interpreta o presidente dos EUA, que se une ao personagem de Sandler, um ex-campeão, para salvar o planeta. Gad interpreta um gênio obcecado por teoria da conspiração com más habilidades sociais, Dinklage é o impiedoso ex-inimigo de Sandler do personagem de Sandler, e Monaghan interpreta uma desenvolvedora de armas para os militares e um interesse amoroso para Sandler. Em 11 de junho, Brian Cox se juntou ao elenco e interpreta o almirante militar dos pesos pesados Porter. O papel de "Lady Lisa", uma linda guerreira do videogame fictício Dojo Quest dos anos 80, foi oferecida a Elisha Cuthbert, mas ela recusou o papel, que foi para Ashley Benson. Em 9 de julho, Jane Krakowski se juntou ao elenco como a primeira-dama.

### Filmagens
Em 25 de março de 2014, a Ontario Media Development Corporation confirmou que o filme seria filmado em Toronto de 28 de maio a 9 de setembro nos Pinewood Toronto Studios. A filmagem principal do filme começou em Toronto, Ontário, em 2 de junho de 2014, usando ruas do centro decoradas para se parecer com a cidade de Nova Iorque. Dadas sequências como a perseguição ao Pac-Man aconteciam à noite, muitas vezes os cineastas fechavam as ruas do trânsito às 19h e redecoravam para se parecer com Nova Iorque até que estivesse escuro o suficiente, filmando das 21h30 às 05h30. Em 29 de julho, as filmagens estavam ocorrendo fora de Markham, Ontário. As filmagens também foram feitas na área de Rouge Park, e figurantes estavam se fantasiando na Igreja Menonita de Markham em Rouge Valley. Em 4 de agosto, os atores Josh Gad, Peter Dinklage e Ashley Benson foram vistos em Toronto filmando cenas do filme na Bay Street, que foi transformada em um quarteirão da cidade de Washington, D.C., e repleta de veículos destruídos e buracos gigantescos no pavimento. Os edifícios do governo de Ontário foram duplicados para se transformar em um prédio de escritórios federal em Washington. Os atores estavam mirando alienígenas, que não podiam ser vistos, mas foram adicionados mais tarde com imagens geradas por computador
Em 26 de agosto de 2014, as filmagens ocorreram em Cobourg. As filmagens foram concluídas em três meses, com 12 horas de filmagem por dia.

## Música
A trilha sonora para o filme é composta por Henry Jackman, que também trabalhou como compositor para o filme de animação da Walt Disney Animation Studios, com tema de videogame, Wreck-It Ralph. Em junho de 2015, o rapper americano Waka Flocka Flame lançou um single intitulado "Game On" com Good Charlotte, que é parte da trilha sonora do filme. A música do Queen "We Will Rock You" também foi refeita para caber nas cenas de Donkey Kong do filme.

## Lançamento
O filme foi originalmente programado para ser lançado em 15 de maio de 2015, mas em 12 de agosto de 2014, a data de lançamento foi adiada para 24 de julho de 2015. Nos Estados Unidos e no Canadá, foi lançado no formato Dolby Vision no Dolby Cinema, que é o primeiro filme da Sony a ser lançado nesse formato. Foi lançado na China em 15 de setembro de 2015.

## Comercialização
O primeiro trailer foi lançado em 19 de março de 2015 e recebeu 34,3 milhões de visualizações globais em 24 horas, quebrando o recorde anterior da Sony, de The Amazing Spider-Man 2 (22 milhões de visualizações em 2014).  O segundo trailer foi lançado em 13 de junho de 2015. Após o lançamento do trailer, os fãs da série de TV Futurama notaram semelhanças entre um episódio de 2002 do programa e o trailer. Os fãs disseram que os eventos e personagens do episódio "Anthology of Interest II" são surpreendentemente semelhantes aos do trailer.
A Sony criou um "Electric Dreams Factory Arcade" com muitos dos jogos de arcade apresentados no filme para várias convenções de fãs , como o San Diego Comic-Con de 2014 e o Wizard World Philadelphia de 2015. No Brasil, um vídeo promocional foi lançado em 2 de julho de 2015, mostrando Adam Sandler interagindo com Mônica e Cebolinha da Turma da Mônica.

### Controvérsia de remoção por direitos autorais
A Columbia Pictures contratou a Entura International para enviar avisos de remoção do Digital Millennium Copyright Act para sites que hospedam vídeos do filme enviados por usuários. A empresa começou a registrar avisos de remoção da DMCA indiscriminadamente contra vários vídeos do Vimeo que contenham a palavra "Pixels" no título, incluindo o curta-metragem premiado em 2010 em que o filme se baseia, o trailer oficial do filme, 2006 filme cipriota produzido de forma independente, carregado pelo Independent Museum of Contemporary Art, um trabalho universitário de 2010 de um aluno da Universidade Nacional de Artes de Bucareste, um clipe de material royalty free e um projeto produzido de forma independente. O aviso de remoção enviado pela Entura afirmou que as obras infringem os direitos autorais que eles tinham o direito de aplicar e, uma vez que o aviso foi tornado público, foi retirado.

### Mídia doméstica
Pixels foi lançado em Blu-ray (3D e 2D) e DVD em 27 de outubro de 2015. Segundo o The Numbers, as vendas domésticas de DVD são de US$7,181,924 e as de Blu-ray são de US$6,426,936.

## Recepção

### Bilheteria
Pixels arrecadaram US$78,7 milhões na América do Norte e US$164,9 milhões em outros territórios, num total mundial de US$244,9 milhões. O filme custou US$129 milhões para ser produzido, mas após descontos o orçamento foi reduzido para US$88 milhões. Além disso, outros US$57 milhões foram gastos em impressões e publicidade, colocando seu custo total em US$145 milhões.
Nos Estados Unidos e no Canadá, Pixels estreou ao lado de Paper Towns, Southpaw and The Vatican Tapes, em 3,723 cinemas. Especialistas de bilheteria observaram que a data de lançamento do filme fez com que ele enfrentasse uma competição com o primeiro filme anterior e junto com as sobras do Ant-Man e Minions, que foram projetados para ganhar cerca de US$20 milhões. No entanto, alguns analistas sugeriram que o filme poderia chegar a US$30 milhões e, se não atingisse US$30 milhões, poderia ter dificuldade em ser rentável, a menos que ganhasse uma audiência significativa no exterior. Ele faturou US$1,5 milhão em suas exibições de quinta-feira à noite em 2,776 cinemas, e liderou as bilheterias no dia da estreia, ganhando US$9,2 milhões. No fim de semana de estreia, arrecadou US$24 milhões em 3,723 cinemas, estreando em segundo lugar nas bilheterias, atrás do Ant-Man.
Fora da América do Norte, Pixels estreou no mesmo fim de semana que sua estreia nos EUA em 56 países — que representa cerca de 40% de seu mercado externo total — e arrecadou US$26 milhões no fim de semana de estreia com 7,594 telas. Adicionou 18 novos países em seu segundo final de semana, arrecadando US$19,29 milhões em quase 8,966 telas em 74 territórios. Ele estreou em primeiro lugar em 23 dos 56 países e teve a maior abertura de todos os tempos para a Sony na Argentina (US$2,3 milhões), com outras aberturas notáveis no México (US$3,54 milhões), Brasil (US$3,12 milhões), Alemanha (US$2,5 milhões) e a Rússia (US $ 2,5 milhões). Foi lançado na Coreia do Sul na quinta-feira, 16 de julho de 2015, faturando cerca de US$3,3 milhões no fim de semana de estreia, estreando em terceiro lugar atrás do filme de animação da Pixar Inside Out e do filme local Yeonpyeong Haejeon. Até agora, já arrecadou um total de US$4,8 milhões. Foi lançado no Reino Unido, com US$4,2 milhões (incluindo visualizações) no topo das bilheterias. Pixels foram abertos na China em 15 de setembro, ganhando US$11,2 milhões nos primeiros seis dias. No lucro total, seu maior mercado fora dos EUA e Canadá é China (US$15,3 milhões), Reino Unido (US$12.8 milhões), México (US$12 milhões), Alemanha (US$10.2 milhões) e Venezuela (US$10.1 milhões).

### Crítica
O Rotten Tomatoes deu ao filme uma pontuação "podre" de 16%, com base em 173 comentários, com uma pontuação média de 3.9/10, e o consenso do site é: "Muito parecido com os piores jogos de arcade da era que a inspirou, Pixels tem pouco valor de replay e não vale um quarto.''Possui 46% de aprovação por base da audiência

### Prêmios e indicações
- Com 6 indicações, junto com Paul Blart: Mall Cop 2, Jupiter Ascending e Cinquenta Tons de Cinza, Pixels foi o filme com mais indicações ao prêmio Framboesa de Ouro de 2015.

| Ano  | Prêmio                    | Categoria                      | Indicação | Resultado | Ref.   |
| ---- | ------------------------- | ------------------------------ | --- | --------- | ------ |
| 2015 | Framboesa de Ouro de 2015 | Pior filme do ano              | Adam Sandler, Chris Columbus, Mark Radcliffe, Allen Covert                                                   | Indicado  | [ 77 ] |
| 2015 | Framboesa de Ouro de 2015 | Pior ator                      | Adam Sandler                                                                                                 | Indicado  | [ 77 ] |
| 2015 | Framboesa de Ouro de 2015 | Pior ator coadjuvante          | Josh Gad | Indicado  | [ 77 ] |
| 2015 | Framboesa de Ouro de 2015 | Pior ator coadjuvante          | Kevin James                                                                                                  | Indicado  | [ 77 ] |
| 2015 | Framboesa de Ouro de 2015 | Pior atriz coadjuvante         | Michelle Monaghan                                                                                            | Indicado  | [ 77 ] |
| 2015 | Framboesa de Ouro de 2015 | Pior roteiro                   | roteiro de Tim Herlihy e Timothy Dowling, história de Tim Herlihy, baseado no curta-metragem de Patrick Jean | Indicado  | [ 77 ] |
| 2015 | Teen Choice Awards        | Choice Summer Movie Star: Male | Adam Sandler                                                                                                 | Indicado  | [ 78 ] |